# Dub (ort i Tjeckien, Södra Böhmen)
Dub är en köping i Tjeckien.   Den ligger i regionen Södra Böhmen, i den sydvästra delen av landet, 110 km söder om huvudstaden Prag. Dub ligger 477 meter över havet och antalet invånare är 390.
Terrängen runt Dub är varierad. Runt Dub är det ganska glesbefolkat, med 42 invånare per kvadratkilometer. Närmaste större samhälle är Strakonice, 18,8 km norr om Dub. I omgivningarna runt Dub växer i huvudsak blandskog.